# 半藍金翅雀鯛
半藍金翅雀鯛（學名：Chrysiptera hemicyanea），又稱半藍刻齒雀鯛，被IUCN列為易危保育類動物，是輻鰭魚綱鱸形目雀鯛科金翅雀鯛屬的其中一種，分布於西太平洋印尼、菲律賓、所羅門群島海域，深度1至38公尺，本魚體呈橢圓形而側扁，本魚體色大部分為亮藍色，腹部、腹鰭、臀鰭、尾柄和尾鰭是亮黃色，背鰭硬棘13枚、背鰭軟條10-12枚、臀鰭硬棘2枚、臀鰭軟條11-12枚，體長可達7公分，棲息在珊瑚礁區，成小群活動，以浮游生物為食，繁殖期成對出現，雄魚會守護魚卵至孵化，生活習性不明，可做為觀賞魚。